# 狭叶紫金牛
狭叶紫金牛（学名：Ardisia filiformis）为报春花科紫金牛属下的一个种。

## 扩展阅读
維基物種上的相關：狭叶紫金牛